# Tokyo Mew Mew
Tokyo Mew Mew sau Mew Mew Power, in varianta engleză, este o serie de manga si anime apăruta in doua limbi : engleza și japoneza și tradusă în mult mai multe limbi.
Când cinci adolescente obișnuite descoperă ca au puteri supranaturale datorită ADN-ului lor special, ele trebuie să salveze lumea de niște ființe extraterestre, Ciniclonii, si de creațiile lor, Predaziti. Desi școala le ocupa cel mai mult din timp (asta nu in cazul lui Renee-Zakuro), fetele reușesc de fiecare data să învingă, dar și să lucreze la Cafe Mew Mew, o cafenea micuța din suburbia orașului, dar și laborator de detectare a formelor de viață extraterestre. Se metamorfozează folosind niște medalioane speciale, numite Medalioanele Puterii. Tokio Mew Mew este un anime / manga shoujo cu fete magice, scrisă de Reiko Yoshida si ilustrată de Mia Ikumi. Serialul original a fost lansat în revista Nakayoshi din septembrie 2000 până în februarie 2003. Colecția a fost prezentată și în 7 volume de colecție de la editura Kodansha.
Povestea are ca personaje 5 fete care au ADN-ul unor animale rare. Ele au abilitatea de ase transforma in Mew Mews, cu noi puteri si abilități. Conduse de Ichigo Momomiya (alias Zoey Hanson), fetele trebuie sa protejeze Pământul de un grup de extratereștrii care doresc să cucerească Terra.
Tokyo Mew Mew a fost adaptat in 52 de episoade anime de Studio Pierrot. Debutează in Japonia, pe 6 aprilie 2002, la TV Aichi și TV Tokyo. Ultimul episod a fost pe 29 martie 2003. Două volume din acest manga,``Tokyo Mew Mew a la mode`` a fost de asemenea derulat in revista Nakayoshi din noiembrie 2003 până in aprilie 2004. De asemenea, două jocuri video au la bază minunatul anime.
Anime-ul a fost licentiat în limba engleza de TokyoPop, care a fondat alte 7 volume anime. A fost lansat in limba engleză în Regiunea 1, adică America de Nord, de 4Kids Entertainment, care a botezat-o ``Mew Mew Power``. Dar au fost lansate doar 23 de episoade din ``Mew Mew Power`` la YTV in Canada și la 4Kids Tv in Statele Unite ale Americii, din cauza ca 4Kids Tv nu avea banii necesari pentru a licenția mai mult de 26 de episoade.

## Zoey Hanson-Ichigo Momomiya- Strawberry (Mew Strawberry)
- Voce: Saki Nakajima (japoneză), Amanda Brown (engleză)

Conducătoarea celor cinci Mew Mew. O fată curajoasă, care luptă cu și pentru iubire, fiind îndrăgostită de Mark (Aoyama Masaya). Ea are părul scurt și roșu, care este de obicei legat în cozi. Ichigo-Zoey când descoperă că ADN-ul ei a fost combinat cu cel al unei Pisici Sălbatice Iriomote, face tot ce-i stă în putință pentru a salva lumea și pe Mark-Aoyama, dar și pentru ca acesta să nu afle de viata ei secretă; se teme că el nu o va mai place, considerand-o o "ciudată". Transformarea, este de asemenea cauza expunerii diferitelor sale maniere de felină atunci când este în formă umană. Prima dată îi cresc urechi și o coadă de pisică, atunci când este încâtată, dar în cele din urmă ADN-ul ei de pisică crește suficient de puternic pentru că atunci când sărută pe cineva, ea se transformă într-o pisică mică și neagră. Ea rămâne în forma de pisică, până când un om sau animal o sărută. Armele ei sunt Clopotul de Căpșuni, care va deveni Clopotul de Trandafiri, iar mai apoi Sceptrul de Căpșuni. Prima ei misiune este de a le găsi pe celelalte patru Mew Mew, prin semnul ciudat pe care fiecare îl are pe corp. Părinții ei sunt Shintaro și Sakura Momomiya (Hanson). Ea are in varianta japoneză 12-13, iar in varianta englezească are 16 ani. Ea fiind cea mai curajoasă și prima dintre Mew a fost alesă conducătoarea grupului. Cea cu care se intelege cel mai bine este Zakuro (Renee).

## Corinna Bucksworth - Mint Aizawa
Prima Mew gasita de Zoey-Ichigo. O fata de bani-gata, infumurata (la prima vedere), cu principii bine stabilite. Traieste intr-o casa imensa, cu bunica, fratele si parintii (care sunt mai tot timpul plecati) si catelusul Mickey. Cand o intalneste prima data pe Zoey-Ichigo, se poarta foarte urat cu ea, dar peste un timp se vor imprieteni, iar Corinna-Mint va invata ce e acela un prieten si cum e sa aiba incredere in altcineva decat in familia ei. Cand descopera ca este o Mew iar ADN-ul ei a fost combinat cu cel al unui rar Papagal Albastru, se sperie la inceput dar apoi se obisnuieste si lupta mai bine ca niciodata. Arma ei : Sageata Inimii. A fost crescuta de doica ei, dar are un frate(Seiji Aizawa-Sergio Bucksworth).Pana la urma ea o sa devina mai buna.

## Bridget Verdant - Midorikawa Lettuce
- Voce: Kumi Sakuma (japoneză), Bella Hudson (engleză)

Briget e cea mai timida.Zoey o intalneste cand trebuie sa se intalneasca cu fetele la cafenea si da peste Bridget.Are niste "prietene"cu nasul pe sus dar cu timpul ea devine prietena cu celelalte mew, este cea mai amabila din echipă , cu toate că ea este timidă este o luptatoare foarte bună, niciodatănu sa certat cu copechipierele ei.
A doua dintre cele cinci Mew. Timida si fara de prieteni, isi gaseste refugiul mai mereu in carti. Desi la exterior pare o tocilara, are o inima mare si e dispusa sa se sacrifice pentru adevarata prietenie. Cand descopera ca este o Mew iar ADN-ul ei contine genele unui Delfin Negru, lupta cu toate fortele pentru a-si ajuta prietenele. Parintii ei sunt Eizaburou si Yomosi Midorikawa, dar are si un frate.

## Kikki Benjamin -  Fong Pudding
- Voce: Hisayo Mochizuki (japoneza), Kethen Dorahue (engleza)

A treia Mew gasita de Zoey-Ichigo, si cea mai mica dintre ele avand doar zece ani. Foarte energica, incearca sa o convinga pe Zoey-Ichigo cand o intalneste prima data sa o antreneze ca sa aiba urechi ca ale ei, deoarece nu are familia, traieste la orfelinat si are nevoie de bani pentru a trai. Reuseste sa gaseasca un mijloc foarte inventiv de a-i castiga, putand face anumite trucuri de circ. Cand descopera ca are si ea urechi, fiind o Mew al carei ADN contine genele unei Maimute-Leu Tamarin, vrea sa le arate tuturor, inse celelalte Mew o impiedica sa faca acest lucru. Mama ei a murit, iar tatal ei a plecat in munti. Mai are o sora(Heicha), si 4 frati(Hanacha, Chincha, Lucha si Honcha).

## Renee Roberts - Zakuro Fujiwara
- Voce: Junko Noda (japoneză), Mollie Wecver (engleză)

Renee-Zakuro este născută pe 3 decembrie în zodia Săgetătorului. Ultima membră a Echipei Mew Mew și cea mai singuratică, motiv pentru care alăturarea în grupul Mew Mew a fost întârziată. Renee-Zakuro este o faimoasă cântăreață, fotomodel, actriță și idolul Corinei-Mint. Renee-Zakuro este o luptătoare foarte bună, arma ei fiind Lasoul Luminii. Nu este îndrăgostită de nimeni dar a afirmat că îi plac tipii misterioși. Are puterile și tenacitatea unui lup sur. Arma ei Lasoul Luminii evolueaza în Lasoul Coltilor care arată la fel dar este mult mai puternic.

## Mark - Aoyama Masaya
El este baiatul caruia ii place lui Zoey-Ichigo, mai mult sau mai putin iubitul acesteia. Face parte din grupul de Kendo din scoala, toate fetele il plac si el este constient de acest lucru, dar ii place o singura fata, si aceea este Zoey-Ichigo.

## Wesley J. Coolridge - Keiichiro Akasaka
Unul din co-liderii echipei Mew Mew, detine cafeneaua Mew Mew. Toate fetele sunt dupa el, fiind foarte aratos, dar si avand niste gusturi atat de rafinate si mult stil, incat le impresioneaza deseori pana si pe Mew Mew-uri. L-a ajutat pe Eliott-Ryou sa continue "Proiectul Mew Mew" dupa ce parintii acestuia au murit.

## Eliott Grant - Ryou Shirogane
A fost cel care a continuat "Proiectul Mew Mew" dupa moartea parintilor sai, si cel care le-a ales pe cele cinci fete care sa primeasca puteri supranaturale. Este un geniu. Poate fi foarte artagos si rau cateodata, dar in realitate o place mult pe Bridget-Lettuce, , desi in aparenta face pe durul. Parintii lui au murit intr-o explozie la laborator. In incercarea de a crea un nou animal, si-a injectat serul si a devenit o pisica albastra, dar transformarea tine doar 10  minute.Desi Eliott o place si pe Zoey si o sustine,o protejeaza pentru ca tine la ea si este cea mai speciala dintre ele. In legatura cu Bridget nu prea se vede ca o place.Atunci cand in seria anime japoneza Renee-Zakuro ii marturiseste ca e indragostita de el acesta renunta la ideea de a le iubi pe celelate doua fete.Desi nu ii spune nimic despre sentimentele sale,el incepe sa o protejeze pe Renee-Zakuro char cu pretul vietii sale.Cand Renee-Zakuro vrea sa paraseasca mew mew din cauza unor certuri cu Zoey-Ichigo si Corina-Mint,Eiott-Ryou ii marturiseste ca o iubeste la fel de mult,sperand ca ea sa nu plece.

## Mini Mew - Masha
Un animalut foarte simpatic, roz, care apartine lui Zoey-Ichigo. Are abilitatea speciala de a se micsora si de a detecta Ciniclonii si Predazitii. O protejeaza cat poate de mult pe proprietara lui, si este foarte curajos.

## Cavalerul Albastru
O persoana misterioasa care soseste de fiecare data cand Zoey-Ichigo este in pericol. O salveaza de fiecare data, si arata aproape ca un Ciniclon, desi este alaturat cauzei Mew Mew.Intr-un final se descopera ca este Mark.

## Dren - Kish
Unul dintre Cinicloni. Este primul care descopera ca poate folosi niste fiinte gelatinoase, numite Infiltratori, in combinatie cu spirite de oameni pentru a crea Predaziti foarte puternici si cu cele mai neobisnuite arme. Armele lui sunt doua sabii, una in fiecare mana.
Dren este tulburat de frumoasa Zoey Hanson.El o iubește dar ințentionează sa o distrugă,pe ea si pe echipa ei.

## Sardon - Pai
Alt Ciniclon. Desi foarte puternic, nu trece peste cuvintele liderului Ciniclonilor, Deep Blue. Arma lui este un evantai, care poate crea vant si fulgere. Este trimis pe Pamant impreuna cu ultimul dintre Cinicloni pentru a lua stapanirea asupra lui, si desi incearca si este foarte inteligent, nu poate crea Predaziti la fel de puternici ca Dren-Kish.
Lui îi place de Bridget.

## Tarb - Taruto
Ultimul dintre Cinicloni. Desi cel mai mic dintre cei trei, uraste sa i se spuna pusti. De asemena este cel mai jucaus. Desi este malefic, atunci cand Kikki-Pudding vrea sa devina prieteni, ii raspunde bucuros la invitatie. Are o jucarie ca arma si este specialist in Predaziti creati din plante. Se pare ca mai tarziu o va place pe Kikki.

## Deep Blue
Liderul celor malefici, Deep Blue vrea planeta Pamant pentru el. Forma lui reala este dezvaluita doar la sfarsitul seriei ; in primele episoade apare ca o umbra sau o voce care le comanda Ciniclonilor.Cand invie cuprinde corpul lui Mark.Deep Blue moare si Mark isi recapata corpul cu ajutorul lui Zoey.